# Рибенко-Нове
Рибенко-Нове (пол. Rybienko Nowe) — село в Польщі, у гміні Вишкув Вишковського повіту Мазовецького воєводства.
Населення — 828 осіб (2011).
У 1975-1998 роках село належало до Остроленцького воєводства.

## Демографія
Демографічна структура станом на 31 березня 2011 року:
|          | Загалом | Допрацездатний вік | Працездатний вік | Постпрацездатний вік |
| -------- | ------- | ------------------ | ---------------- | -------------------- |
| Чоловіки | 407     | 115                | 266              | 26                   |
| Жінки    | 421     | 115                | 259              | 47                   |
| Разом    | 828     | 230                | 525              | 73                   |